# Raphael Rauch

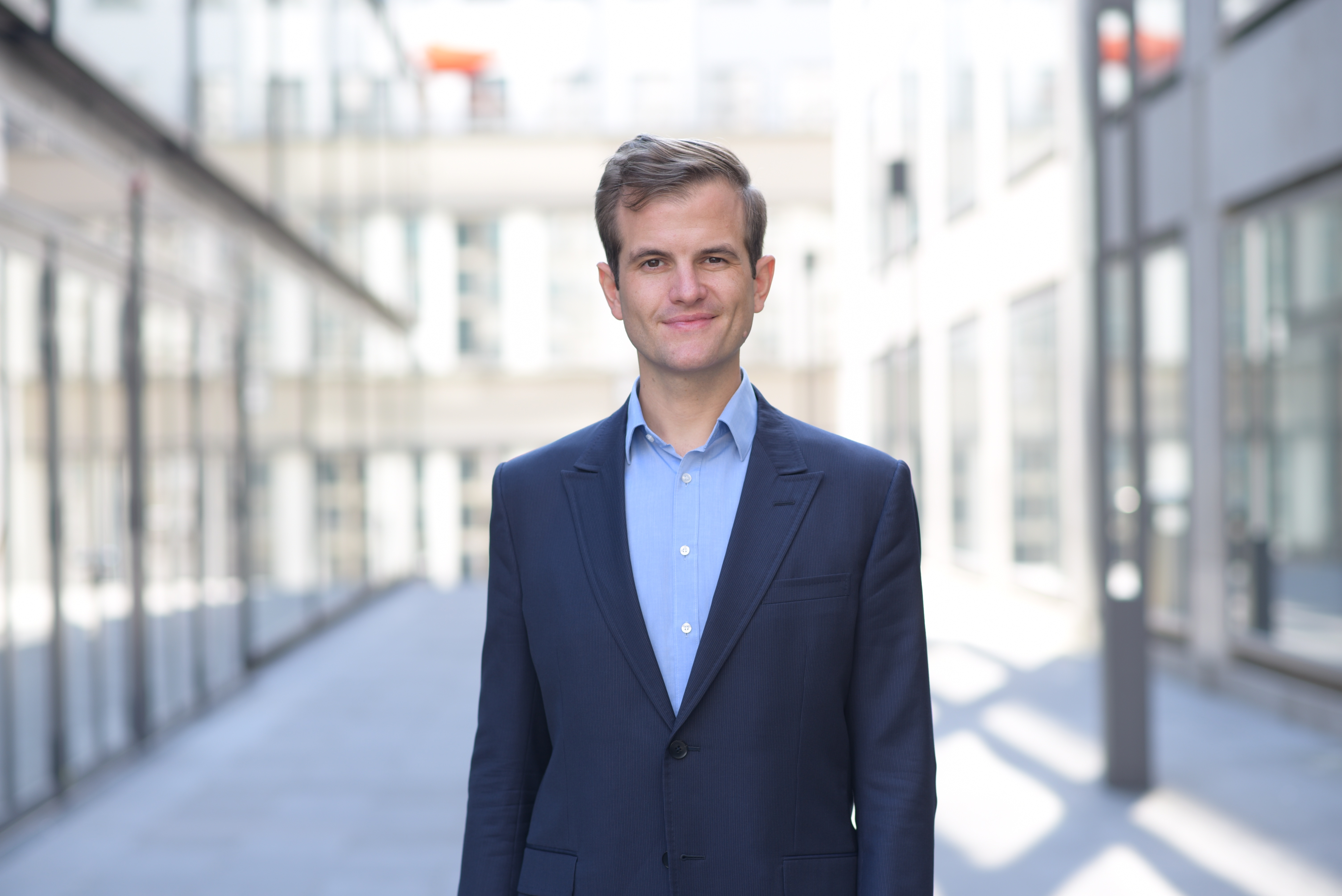
Raphael Rauch (2018)

Raphael Rauch (* 6. November 1985 in Stuttgart) ist ein deutscher Journalist, Zeithistoriker und römisch-katholischer Religionspädagoge. Er lebt in Zürich und war 2020–2023 Redaktionsleiter von kath.ch, dem deutschsprachigen Religionsportal des Katholischen Medienzentrums im Auftrag der römisch-katholischen Kirche in der Schweiz.
Zuvor war er im Bereich Radio und Fernsehen in Erscheinung getreten, etwa beim SRF-Politmagazin Rundschau, in der SRF-Religionsredaktion und bei der ZDF-Website heute.de.

## Leben
Raphael Rauch wuchs in Stuttgart, Cochabamba (Bolivien) und Leutkirch im Allgäu auf. Der Bolivien-Aufenthalt von 1991 bis 1994 kam über den Entwicklungsdienst seiner Eltern zustande. 2005 legte er das Abitur am Salvatorkolleg in Bad Wurzach ab.
Er studierte Geschichte, Politikwissenschaft und Katholische Theologie in Tübingen, Aix-en-Provence und an der Yale University. An der Katholisch-Theologischen Fakultät der Universität Tübingen studierte er am Lehrstuhl für Religionspädagogik, Kerygmatik und kirchliche Erwachsenenbildung von Albert Biesinger. Das Thema seiner Magisterarbeit war „Islam im Rundfunk“.
2012 wurde er Mitglied des Internationalen Graduiertenkollegs der LMU München „Religiöse Kulturen“. 2016 wurde er von der Universität München zum Dr. phil. promoviert. Seine Doktorarbeit behandelt Antworten der deutschen Fernsehsender auf die US-amerikanische Serie Holocaust – Die Geschichte der Familie Weiss. An der Universität Zürich forschte er im Rahmen des SNF-Forschungsprojekts „Die Integration spiritueller Aspekte in die Gesundheitspolitik der WHO seit 1984“.
Rauch arbeitet als Lehrbeauftragter an der Theologischen Fakultät der Universität in Fribourg (Université de Fribourg) und als Moderator des Zurich Film Festival (ZFF).

## Umstrittene Tätigkeit als Redaktionsleiter von kath.ch
Seit März 2020 war Raphael Rauch Redaktionsleiter von kath.ch. Er führte dort eine Wochenrubrik ein, zu der auch seine wöchentliche Kolumne Rauchzeichen gehört. Rauchzeichen ist auch der Name seines Podcasts. Rauch änderte den bis dahin moderaten Kurs des Nachrichtenportals in einen forschen. Nach Simon Hehli von der Neuen Zürcher Zeitung trimmte Rauch das „einst brave katholische Medienportal“ auf „Boulevard und Konfrontation“, wobei er sich mit seinen Provokationen viele Gegner einhandelte. Der Schweizer Nationalrat Roger Köppel sprach gar von einem „Deutschen Rabiat-Kurs bei kath.ch“. Für einen Holocaust-Vergleich im Zusammenhang der Debatte um die Konzernverantwortungsinitiative geriet Rauch massiv in die Kritik; der Schweizerische Israelitische Gemeindebund intervenierte. Die Schweizer Bischofskonferenz (SBK) und die Römisch-Katholische Zentralkonferenz (RKZ) entschuldigten sich in einer gemeinsamen Erklärung für Rauchs Aussagen, der die „Ablehnung der Konzern-Initiative mit dem Holocaust in Verbindung brachte“.
Am 16. Juli 2021, samt Präzisierung am 10. August, reichte der Pfarrer Roland Graf Beschwerde gegen den auf kath.ch veröffentlichten Artikel Schwyzer Pfarrer warnt vor Impfung und kritisiert Bundesamt beim Schweizer Presserat ein. Rauch beantragte, die Beschwerde abzulehnen. Am 23. Dezember 2021 stellte der Presserat fest, «kath.ch» habe mit dem Artikel „die Ziffern 1 (Wahrheitsgebot) und 5 (Berichtigungspflicht) der «Erklärung der Pflichten und Rechte der Journalistinnen und Journalisten» verletzt“.
Im Juli 2021 übten einige Mitglieder des katholischen Pressevereins der Schweiz Kritik an der neuen Linie von kath.ch und ihres Redaktionsleiters. Der journalistische Stil stehe „der Manipulation näher als dem Journalismus“, hieß es. Der Sprecher der Erzdiözese Wien kritisierte in der Tageszeitung Die Presse Rauchs verletzenden Ton im Umgang mit dem Journalisten Giuseppe Gracia, dessen Charakter Rauch auf kath.ch angegriffen hatte. Im Oktober 2021 entschuldigte sich das Präsidium der Schweizer Bischofskonferenz mittels einer Pressemitteilung für einen Artikel, in dem Rauch den Philosophen Dominikus Kraschl scharf angegriffen und ihn darin unter anderem als „Wolf im Schafspelz“ und „Problembär“ bezeichnet hatte, und missbilligte die Art der Berichterstattung wegen seiner  Tonalität und der anonym vorgetragenen Beschuldigungen.
Rauchs Aktivitäten führten zu erheblichen Spannungen zwischen kath.ch und den Schweizer Bischöfen. Der SRF (Schweizer Fernsehen und Radio) sprach im November 2021 von einem zerrütteten Verhältnis.
Im Dezember 2022 wurde bekannt, dass es zu einer Mediation zwischen Schweizer Bischofskonferenz (SBK), Römisch-Katholischer Zentralkonferenz (RKZ) und Katholischem Medienzentrum gekommen war. Anlass war einer gemeinsamenen Erklärung zufolge Kritik an kath.ch und Redaktionsleiter Raphael Rauch. In dem Zusammenhang wurde das Ausscheiden Rauchs zum 1. Juni 2023 angekündigt, ein unmittelbarer Zusammenhang mit der Mediation jedoch dementiert.

## Schriften (Auswahl)

### Bücher
- (Mitarbeit an:) Albert Biesinger, Friedrich Schweitzer: Religionspädagogische Kompetenzen. Zehn Zugänge für pädagogische Fachkräfte in Kitas. Freiburg 2013.
- mit Vera Krause, Marco Moerschbacher (Hrsg.): Angekommen in der Welt von heute. Basisgemeinden erneuern die Praxis der Kirche. Ostfildern 2014.
- „Visuelle Integration“? Juden in westdeutschen Fernsehserien nach „Holocaust“ (= Religiöse Kulturen im Europa der Neuzeit, Band 10). Göttingen 2018.[19]

### Artikel
- Von A wie Alkohol-Prävention bis Z wie Zakat : Die spirituelle Dimension von Gesundheit in der WHO-Region Östliches Mittelmeer, in: Peng-Keller, Simon / Neuhold, David (Hrsg.): Spiritual Care im Gesundheitswesen des 20. Jahrhunderts, Darmstadt 2019, S. 73–120.
- 10 Jahre „Islamisches Wort“ und „Forum am Freitag“ : Rückblick und Ausblick auf Islam im Rundfunk, in: Communicatio Socialis 3 (2017), S. 391–405.
- Muslime auf Sendung : Das „Türkische Geistliche Wort“ im ARD-„Ausländerprogramm“ und islamische Morgenandachten im RIAS, in: Rundfunk und Geschichte 1–2 (2015), S. 9–21.
- „Neues Sendungsbewusstsein“ : Islamische Verkündigung im öffentlich-rechtlichen Rundfunk, in: Communicatio Socialis 3–4 (2013), S. 455–478.
- „Mix aus Information, Musik und Ritus“. Jüdische Radiosendungen im öffentlich-rechtlichen Rundfunk, in: Communicatio Socialis 2 (2013), S. 146–163.